# Eye to the Telescope
Eye To The Telescope, cuya traducción significa Ojo al Telescopio, es el álbum debut de la cantautora escocesa KT Tunstall. Originalmente fue lanzado a finales de 2004, y estaba disponible solo como un vinilo, que incluía 11 canciones, sin contar con Black Horse And The Cherry Tree, que fue el primer sencillo del álbum a nivel mundial, pero en febrero de 2005 fue relanzado como un disco compacto a nivel mundial, exceptuando los Estados Unidos, donde fue lanzado un año después (7 de febrero de 2006).

## Lista de temas
1. "Other Side of the World" (KT Tunstall, Martin Terefe)
2. "Another Place To Fall" (KT Tunstall, Tommy D)
3. "Under The Weather" (KT Tunstall)
4. "Black Horse And The Cherry Tree" (KT Tunstall)
5. "Miniature Disasters" (KT Tunstall)
6. "Silent Sea" (KT Tunstall, Jimmy Hogarth)
7. "Universe & U" (KT Tunstall, Pleasure)
8. "False Alarm" (KT Tunstall, Martin Terefe)
9. "Suddenly I See" (KT Tunstall)
10. "Stoppin' The Love" (KT Tunstall, Tommy D)
11. "Heal Over" (KT Tunstall)
12. "Through The Dark" (KT Tunstall, Martin Terefe)

## Historial de lanzamiento
| País           | Fecha de Lanzamiento     | Discográfica       | Formato | Catálogo |
| -------------- | ------------------------ | ------------------ | ------- | -------- |
| Reino Unido    | 13 de diciembre de 2004  | Relentless Records | CD      | CDREL06  |
| Reino Unido    | 10 de enero de 2005      | Relentless Records | CD      | CDRELX06 |
| Estados Unidos | 7 de febrero de 2005     | Virgin             | CD      | 507292   |
| Estados Unidos | 12 de septiembre de 2006 | Virgin             | CD+DVD  | 747292   |

- Datos: Q994250